# Каллій (син Гіппоніка)
Каллій (Καλλίας, бл. 455 до н. е.  —після 371 до н. е.) — давньогрецький політичний та військовий діяч, дипломат Афінського поліса. Знаний як Каллій Багатий. У просопографічній та генеалогічній літературі для зручності зазвичай йменується як Каллій III.

## Життєпис
Походив з жрецького впливового роду Керіків, його гілки Калліїв. Син Гіппоніка III, стратега, й доньки Мегакла IV з роду Алкмеонідів. Народився близько 455 року до н. е. в демі Скамбоніди. 453 року до н. е. його батьки розлучилися.
У 422 або 421 році до н. е. після смерті батька успадкував його доволі значні статки. Втім незабаром Каллій змушений був продати маєтки, що були закладені ще за батька. Також успадкував родинну жрецьку посаду дадуха (факелоносця) в Елевсинському культі Деметри.
У 413 році до н. е. фінансовому стану завдано суттєвого удару, коли тамтешні раби (зокрема 600, що належали Каллію) за намовою спартанців збунтувалися на Лаврійських срібних копальнях та втекли до табору спартанців. Значні труднощі мала трапедза (кредитна установа) Каллія, оскільки багато заможних громадян переживали фінансові труднощі й не могли віддавати позики.
Втім його статки ще дозволяли виконувати триєрархії. У 406 році до н. е. стає архонтом-епонімом. Того ж року брав участь у битві біля Аргінуських островів, що завершилася перемогою афінян над спартанцями. У 400, 399 році до н. е. став процес про містерії, в основі якого конфлікт між двома групами відкупників, одну з яких, що взяла на відкуп збір 2 % торгового мита.
В подальшому обіймав важливу громадянську посаду архітеора на Делосі. У 391 році до н. е. обирається стратегом. В цей час Афіни брали участь у Коринфській війні. Разом з Іфікратом завдав поразки спартанцям у битві при Лехеї.
Ймовірно у 374 році до н. е. був одним з очільників афінського посольства до Спарти, який призвів до укладання мирного договору. У 371 році до н. е. очолював посольство до Спарту з метою укладення загального миру, який повинен був припинити Беотійську і Афіно-спартанську війни. Мир було укладено, проте фіванці доволі швидко його порушили.
Наприкінці життя практично повністю розорився, його статки становили 2 таланти. Втім твердження давньогрецьких істориків, що Каллій помер у злиднях, не маючи найнеобхіднішого, є перебільшенням.

## Особисте життя
Дія діалогів «Симпозіум» Ксенофонта та «Протагор» Платона, відбувається в будинку Калія під час бенкету, влаштованого ним для свого коханця Автоліка на честь перемоги, здобутої вродливим юнаком у п'ятиборстві на Панафінейських іграх.

### Родина
Першим шлюбом був одружений з дочкою Главкона, від якої мав сина Гіппоніка.
Вдруге одружився з дочкою Ісхомаха і вдовою Епіліка. За словами Андокіда, не проживши з нею і року, він узяв у свій будинок її мати Хрисіллу і став жити з обома. Дочка Ісхомаха не могла винести такої ганьби і намагалася накласти на себе руки, а потім втекла від чоловіка. Через деякий час також прогнав Хрисіллу, хоча вона заявила, що вагітна від нього. Коли її родичі зажадали у Каллія визнати батьківство, він клятвено заявив, що син у нього один. Ще один скандал стався, коли Каллій знову зійшовся з Хрисіллою і потім офіційно визнав її дитину.
Потім Каллій намірився одружитися ще й з дочкою Епіліка, з якою збирався одружитися Андокід. Втім певніше, що Каллій намагався одружити дівчину зі своїм сином Гіппоніком. Почалася судова справа, яку Каллій програв.
Також Каллій витрачав величезні гроші на гетер, він був змушений заплатити 3 таланти, щоб уникнути суду за спокушання одруженої жінки. За словами Геракліда Понтійського, автора книги «Про насолоди», в старості Каллій жив з однією старою з варварів.